# Goodbye Horses
«Goodbye Horses» (с англ. — «Прощайте, лошади») — песня, написанная композитором Уильямом Гарви, которую исполнила американская певица Q Lazzarus в 1988 году. Впервые произведение было использовано в фильме «Замужем за мафией», который срежиссировал Джонатан Демми в 1988 году. В 1991 году песня вошла в саундтрек к следующему фильму Демми «Молчание ягнят», который был признан одним из лучших триллеров в истории кино и завоевал «Оскары» в пяти самых престижных номинациях. Исполнение танца под эту песню главным антагонистом фильма серийным убийцей «Буффало Биллом» принесло ей известность в США и за ее пределами. Впоследствии песня была использована в саундтреке к фильмам «Клерки 2», «Маньяк», сериале «Последний человек на земле», видеоиграх Grand Theft Auto IV и Skate 3.

## Создание и смысловая нагрузка
По словам ее автора, название песни является отсылкой к индуистской философии. Лошади из песни олицетворяют пять главных основных трансцедентальных концепций или истин, обсуждаемых в одном из базовых текстов индуистской философии Бхагавадгита, которые формируют призму, посредством которой человек смотрит на предметы окружающего мира. По его же словам, «Goodbye Horses» — это композиция о человеке, который сумел избавиться от этих трансцедентальных форм познания, которые характеризовали его способность воспринимать мир и приобрел отличное, трансцендентное познание, с помощью которого герой песни расширяет границы собственного сознания и меняет субъективное видение реального мира, выходящее за пределы опыта. В 2008 году был выпущен набор ремиксов Уильяма Гарви под названием «Goodbye Horses — The Garvey Remixes». Он включает в себя ремикс, сделанный исключительно для саундтрека к фильму «Клерки 2».

## Кавер — версии
За последующие десятилетия, на песню было выпущено множество кавер-версий в исполнении различных музыкальных коллективов. В разные годы кавер-версии были созданы такими группами как Psyche, Wild Beasts, en:Gil Mantera's Party Dream, en:The Airborne Toxic Event, en:The Whitest Boy Alive, Snowden, Fan Death, Harlem (band), Bloc Party, Crosses. Однако, кроме оригинальной версии, популярность завоевала только кавер-версия в исполнении канадской музыкальной группы Psyche, которая была выпущена в 1996 году. 5 марта 2012 года «Psyche» выпустила обновленный расширенный микс своей перезаписи «Goodbye Horses», переименовав его в «21th Century Immortality Mix». Позже на видеохостинге YouTube музыкальным коллективом был выложен официальный видеоклип.